# La Arena (distrito)
La Arena é um distrito do Peru, departamento de Piura, localizada na província de Piura.

## Transporte
O distrito de La Arena é servido pela seguinte rodovia:
- PE-1NK, que liga a cidade de Piura ao distrito de Sechura [1][2][3]